# Отдельный
Отдельный — вулкан в южной части полуострова Камчатка (Россия).
Абсолютная высота — 791 м. Потухший щитовой вулкан. Деятельность вулкана относится к голоценовому периоду.